# Ignacio Mercader Echániz
Ignacio Mercader Echániz (San Sebastián 1832 - 1901) fue un  empresario y político español creador  en San Sebastián de la industria pesquera a vapor de la que vivían muchas familias.
Fue el primer presidente del consejo de administración del Banco Guipuzcoano en 1899  y participó en la creación de la papelera La Salvadora en Villabona .
Colaboró activamente en la organización empresarial de la provincia siendo el primer  presidente de la Cámara de  Comercio de Guipúzcoa en 1886.
Políticamente fue  alcalde de San Sebastián y senador del Reino por Guipúzcoa en 1896.

## Biografía.
Siendo muy joven comenzó participando en la sociedad mercantil de su padre, dedicada a los negocios coloniales. 
Pronto  se interesó por nuevos sectores como la modernización de la pesca, el petróleo y sus derivados.
En 1886 creó una compañía dedicada a  la modernización de la flota pesquera, para lo cual fue adquiriendo vapores en los astilleros escoceses de la firma David Allan, a los que bautizó con el nombre de Mamelena,  en homenaje a su esposa “mamá Elena”.
A los pocos años, la sociedad se convirtió en una gran empresa pesquera que contribuyó a sustituir las antiguas y endebles  embarcaciones a vela o remo por los pequeños vapores.
También se introdujo   en el sector del refino y comercialización del petróleo y a la obtención de gasolina y otros derivados  cuya demanda se hallaba en clara expansión. La nueva planta industrial se instaló en la localidad guipuzcoana de Pasajes, a cuyo puerto se accedía a través de un canal, al tiempo que una carretera unía la factoría con la línea del ferrocarril del Norte.
Además de estas empresas, Ignacio Mercader  diversificó su actividad empresarial como en la reparación de buques, fábrica de hielo o  en La Salvadora, papelera ubicada en Villabona (Guipúzcoa).
Fue un aglutinador para el mundo empresarial en la provincia y con éste propósito colaboró en la creación   de la Cámara de Comercio de Guipúzcoa siendo su primer presidente en 1886.
También participó en la actividad bancaria de la época siendo el primer presidente del consejo de administración del Banco Guipuzcoano en 1899.
La ciudad de San Sebastián dedicó el nombre de una plaza en su memoria.

## Actividad política
Fue alcalde de San Sebastián durante el sitio carlista de 1873 y 1874,  y senador del reino por la provincia de Guipúzcoa abanderando los principios del Partido Conservador.

## Epílogo
Ignacio tuvo una intensa y variada actividad empresarial, bancaria y política, pero quizás, lo más recordado por sus conciudadanos fue la introducción de las mamelenas en la  pesca de bajura que mejoraron enormemente las condiciones de trabajo de los pescadores.